# European Girls’ Olympiad in Informatics
Die European Girls’ Olympiad in Informatics (Europäische Mädchen-Informatik-Olympiade, kurz EGOI) ist ein internationaler Wettbewerb für junge Frauen im Bereich der Informatik und wird jährlich in unterschiedlichen Ländern ausgerichtet. Der erste Wettbewerb fand 2021 in der Schweiz statt und 2022 in der Türkei.

## Ausrichtungen
| Jahr | Zeitraum           | Ausrichter                | Webseite                               |
| ---- | ------------------ | ------------------------- | -------------------------------------- |
| 2021 | Schweiz (virtuell) | 13.06.2021 bis 19.06.2021 | https://egoi.ch                        |
| 2022 | Türkei (Antalya)   | 16.10.2022 bis 23.10.2022 | https://ubilo.tubitak.gov.tr/egoi2022/ |
| 2023 | Schweden (Lund)    | 15.07.2023 bis 21.07.2023 | https://egoi.org                       |